# Raión de Skadovsk
Raión de Skadovsk (en ucraniano: район) es un raión o distrito de Ucrania en el óblast de Jersón. La capital es la ciudad de Skadovsk.
Comprende una superficie de 5249 km².

## Demografía
Según estimación 2010 contaba con una población total de 48 536 habitantes.

## Otros datos
El código KATOTTG es UA65080000000090947, el código KOATUU fue 6524700000. El código postal 75700 — 75752 y el prefijo telefónico +380 5537.